# Gouvernement Doté I
Le Gouvernement Doté I est le gouvernement de la République centrafricaine de la publication du décret présidentiel  du 19 juin 2005, jusqu’à la nomination du Gouvernement Doté II, le. 31 janvier 2006. Ce gouvernement est nommé par le Président François Bozizé.

## Composition
Le gouvernement Doté I est composé de 26 membres, dont le Premier ministre, 3 ministres d’État, 18 ministres et 4 ministres délégués.

### Premier ministre
- Premier ministre, chef du Gouvernement: Élie Doté

### Ministres d’État
- Ministre d’État aux Eaux, Forêts, Chasses et Pêche, chargé de l'Environnement: Jean-Eudes Téya (CN-KNK)
- Ministre d’État aux Affaires Etrangères, à l'Intégration régionale et à la Francophonie: Jean-Paul Ngoupandé (PUN, allié de la CN-KNK)
- Ministre d’État à l’Équipement, aux Transports, à l'Aviation Civile: Charles Massi (Fodem, allié de la CN-KNK)

### Ministres
- Ministre de la Défense nationale, des Anciens combattants, des Victimes de guerre, du Désarmement et de la Restructuration de l'armée: le général d'armée François Bozizé, chef de l’État
- Ministre de l'Agriculture et du développement rural : lieutenant-colonel Parfait-Anicet M'bay (CN-KNK)
- Ministre des Mines et de l’Énergie : commandant Sylvain N'doutingaï (CN-KNK)
- Ministre de l'Intérieur et de la Sécurité publique : lieutenant-colonel Michel Sallé (CN-KNK)
- Ministre des Affaires Sociales : Marie Solange Pagonendji-Ndakala (société civile)
- Ministre de la Fonction publique : Jacques Boti (société civile)
- Ministre de la Jeunesse et des Sports : Désiré Zanga-Kolingba (RDC)
- Ministre de la Santé publique : Léa Doumta (PUN)
- Ministre des Finances : Théodore Dabanga (CN-KNK)
- Ministre de la Justice : Paul Otto (société civile)
- Ministre de l’Éducation nationale : Timoléon M'baïkoua (MLPC)
- Ministre de l’Économie, du Plan et de la Coopération Internationale : Sylvain Maliko (CN-KNK)
- Ministre du Commerce, de l'Industrie et des PME : Mme Béatrice-Emilie Epaye (société civile)
- Ministre de la Communication, de la Réconciliation nationale, de la Culture démocratique et de la Promotion des droits de l'homme : Job Izima (CN-KNK)
- Ministre de la Reconstruction des édifices publics, de l'Urbanisme et du Logement : Bernard Gonda (CN-KNK)
- Ministre chargé du Secrétariat général du gouvernement et des Relations avec le Parlement : Dieudonné-Stanislas M'bangot (CN-KNK)
- Ministre des Postes et Télécommunications, chargé des Nouvelles technologies : Fidèle Gouandjika (KNK)
- Ministre du Tourisme et de l'Artisanat : Mme Anne-Marie N'gouyombo (MLPC)

### Ministres délégués
- Ministre délégué auprès du ministre de l'Agriculture: Adamou Mahamat (société civile)
- Ministre délégué auprès du ministre des Finances: Nicolas N'ganzé (société civile)
- Ministre délégué auprès du ministre de l'Education Nationale: Aurélien-Simplice Zingas (RDC)
- Ministre délégué auprès du ministre d'Etat à l'Equipement, aux Transports chargé de l'Equipement: Jean-Prosper Wodobodé (Mouvement pour la démocratie et le développement, MDD)
- Ministre délégué auprès du ministre d'Etat aux Affaires étrangères: Laurent N'gon-Baba (CN-KNK)